# Dichromodes semicanescens
Dichromodes semicanescens là một loài bướm đêm trong họ Geometridae.